# Antoine Saint-John
Jean-Michel Antoine, dit Antoine Saint-John, est un acteur français né le 11 août 1940 à Avignon (Vaucluse) et mort le 2 juillet 1990 à Sartrouville (Yvelines).

## Biographie
Il parle couramment l'anglais et l'allemand. De grande taille — il mesure 1,93 m — le visage émacié, il se fait connaître dans les années 1970 en jouant des rôles secondaires de méchants. Il est principalement connu pour le personnage du colonel Günther « Gutierez » Reza dans Il était une fois la révolution de Sergio Leone. On le voit également dans des films comme Mon nom est Personne, Le Lion et le Vent de John Milius ou L'Au-delà de Lucio Fulci. Il est également à l'affiche du film Le Vieux Fusil.
Il meurt le 2 juillet 1990 à l'âge de 49 ans à Sartrouville.

## Filmographie

### Cinéma
- 1971 : Il était une fois la révolution (Giù la testa) de Sergio Leone : Colonel Günther « Gutierez » Reza
- 1972 : Maintenant on l'appelle Plata (...più forte ragazzi!) de Giuseppe Colizzi : Daveira
- 1973 : Mon nom est Personne (Il mio nome è Nessuno) de Tonino Valerii : Scape
- 1974 : Le Secret de Robert Enrico : le gardien
- 1975 : L'assassino è costretto ad uccidere ancora de Luigi Cozzi : l'assassin
- 1975 : Le Lion et le Vent (The Wind and the Lion) de John Milius : Von Roerkel
- 1975 : Le Vieux Fusil de Robert Enrico : le soldat allemand tué dans la cuisine
- 1975 : Folle à tuer d'Yves Boisset : Marcellin
- 1981 : L'Au-delà (E tu vivrai nel terrore - L'aldilà) de Lucio Fulci : Schweick
- 1986 : Ginger et Fred (Ginger e Fred) de Frederico Fellini : l'homme bandé
- 1987 : Cross de Philippe Setbon : le premier kidnappeur

### Télévision
- 1973 : Poker d'As de Hubert Cornfield : Soreno
- 1975 : Les Brigades du Tigre, épisode Les Compagnons de l'Apocalypse de Victor Vicas : Victor
- 1976 : Les Douze Légionnaires de Bernard Borderie : Sergent-chef Hans Muller